# Konungs skuggsjá
Konungs skuggsjá (sv. kungaspegel, latin Speculum regale) är en didaktisk skrift i samhällslära som skrevs i Norge på 1200-talet, troligen mellan 1250 och 1260. Språkformen talar dock för en avfattningstid omkring år 1200 (närmare bestämt 1190–1202). Fredrik Paasche antog att ärkebiskop Einar Gunnarsson (död 1263) författat verket.  Kongespeilet utgavs första gången 1768, av H. Einarsson (i latinsk översättning). Konungs skuggsjá kom till som en lärobok för den blivande kung Magnus Lagaböter och beskriver kungens civila plikter och protokoll. Skriften är inte ensam i sitt slag, utan ingår i en litterär tradition som innehåller t.ex. Fursten av Machiavelli. Den innehåller moraliska och praktiska regler för en rättskaffens medborgares verksamhet i olika samhällsställningar. Den är ett kristet sidostycke till den gamla lärodikten Hávamál. Den har en dialog, liknande Sokrates, mellan en son och far.
Den är uppdelad i fyra stycken; köpmän, konungar och deras hird, de andliga och slutligen bönderna. De två sista har dock inte överlevt. Av skriften kan man utläsa att författaren är norsk, lärd och har varit vid hovet. Den innehåller både praktiska anvisningar och råd som man i dag kan finna nyttiga, som mer obskyra historiska skrönor. 
- Om du önskar bli fullkommen i lärdom, så lär dig andra språk än ditt eget, helst latin och franska - eftersom de är går längst. Men glöm därför inte ditt eget språk. (Översatt citat från Kongespeilet)

- Gudsfruktan är grunden för kunskap. (ibid)

## Forskning
Det har under åren bedrivits en del forskning om texten, av bland annat Sverre Bagge, Herbert Grabes, Ludvig Holm-Olsen, Jens Eik Schall, Rudolf Simek m fl.